# Junio
En el calendario gregoriano, junio (del latín Iunius, mes de Juno) es el sexto mes del año y tiene 30 días. Junio es el segundo de cuatro meses que tienen una duración de 30 días, y el tercero de cinco meses que tienen una duración inferior a 31 días. Era el cuarto mes en el calendario romano, donde enero y febrero estaban al final del año.
En junio se produce el solsticio de verano en el hemisferio norte, el día con más horas de luz, y el solsticio de invierno en el hemisferio sur, el día con menos horas de luz (excluyendo las regiones polares en ambos casos). Junio en el hemisferio norte es el equivalente estacional a diciembre en el hemisferio sur y viceversa. En el hemisferio norte, el comienzo del verano astronómico tradicional es el 21 de junio (el verano meteorológico comienza el 1 de junio). En el hemisferio sur, el invierno meteorológico comienza el 1 de junio.
A principios de junio, el sol sale en la constelación de Tauro; a finales de junio, el sol sale en la constelación de Géminis. Sin embargo, debido a la precesión de los equinoccios, junio comienza con el sol en el signo astrológico de Géminis, y termina con el sol en el signo astrológico de Cáncer.
Según algunos, recibió el nombre que lleva en honor de Lucio Junio Bruto, fundador de la República romana, mas otros creen que era llamado así por estar dedicado a la juventud y además hay quien opina que su nombre fue tomado de la diosa Juno.
En iconografía, se le representa bajo la figura de un joven desnudo que señala con el dedo un reloj solar para dar a entender que el sol empieza a bajar y teniendo en la mano una antorcha encendida como símbolo de los calores de la estación.
A principios de junio, el Sol sale por la constelación de Tauro; a finales de junio, el Sol sale por la constelación de Géminis. Sin embargo, debido a la precesión de los equinoccios, junio comienza con el sol en el signo astrológico de Gemini, y termina con el sol en el signo astrológico de Cáncer.

## Etimología e historia

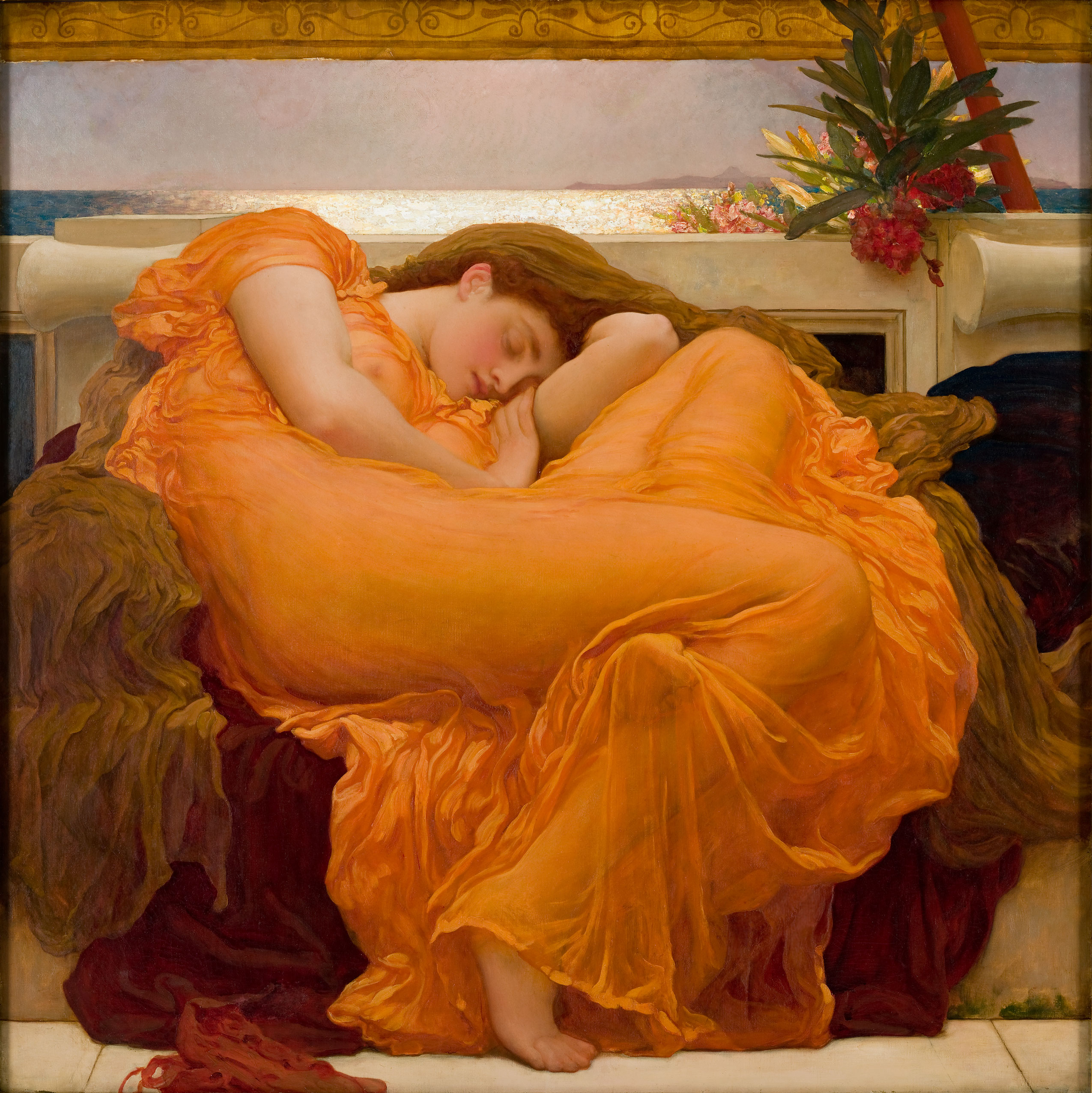
Flaming June (1895) de Lord Leighton

El nombre en latín de junio es Iunius. Publio Ovidio Nasón ofrece múltiples etimologías para el nombre en los Fastos, un poema sobre el calendario romano. La primera es que el mes lleva el nombre de la diosa romana Juno, diosa del matrimonio y esposa de la deidad suprema Júpiter; la segunda es que el nombre proviene de la palabra latina iuniores, que significa "más jóvenes", en contraposición a maiores ("mayores") por la que puede llamarse el mes precedente, mayo (Maius).
Otra fuente afirma que el mes de junio lleva el nombre de Lucio Junio Bruto, fundador de la República Romana y antecesor de la familia Gens Junia de la Antigua Roma.
En la antigua Roma, el período comprendido entre mediados de mayo y mediados de junio se consideraba poco propicio para el matrimonio. Ovidio dice que consultó a la Flaminica Dialis, la gran sacerdotisa de Júpiter, sobre la fijación de una fecha para la boda de su hija, y le aconsejaron que esperara hasta después del 15 de junio. Plutarco, sin embargo, da a entender que todo el mes de junio era más favorable para las bodas que el de mayo.
Algunas lluvia de estrellas tienen lugar en junio. Las Ariétidas tienen lugar del 22 de mayo al 2 de julio de cada año, y alcanzan su punto máximo el 7 de junio. Las Beta Táuridas del 5 de junio al 18 de julio. Las boótidas de junio tienen lugar aproximadamente entre el 26 de junio y el 2 de julio de cada año.

### Antiguas celebraciones romanas
Según el calendario de la antigua Roma, la fiesta de Ludi Fabarici tenía lugar del 29 de mayo al 1 de junio, Kalendae Fabariae tenía lugar el 1 de junio, la Fiesta a Bellona tenía lugar el 3 de junio, Ludi Piscatorii tenía lugar el 7 de junio, y Vestalias tenía lugar del 7 al 15 de junio. El 20 de junio se celebraba Rosalias. Los Juegos Seculares se celebraban aproximadamente cada 100 años en mayo o junio.  Estas fechas no se corresponden con el calendario gregoriano moderno.

## Celebraciones

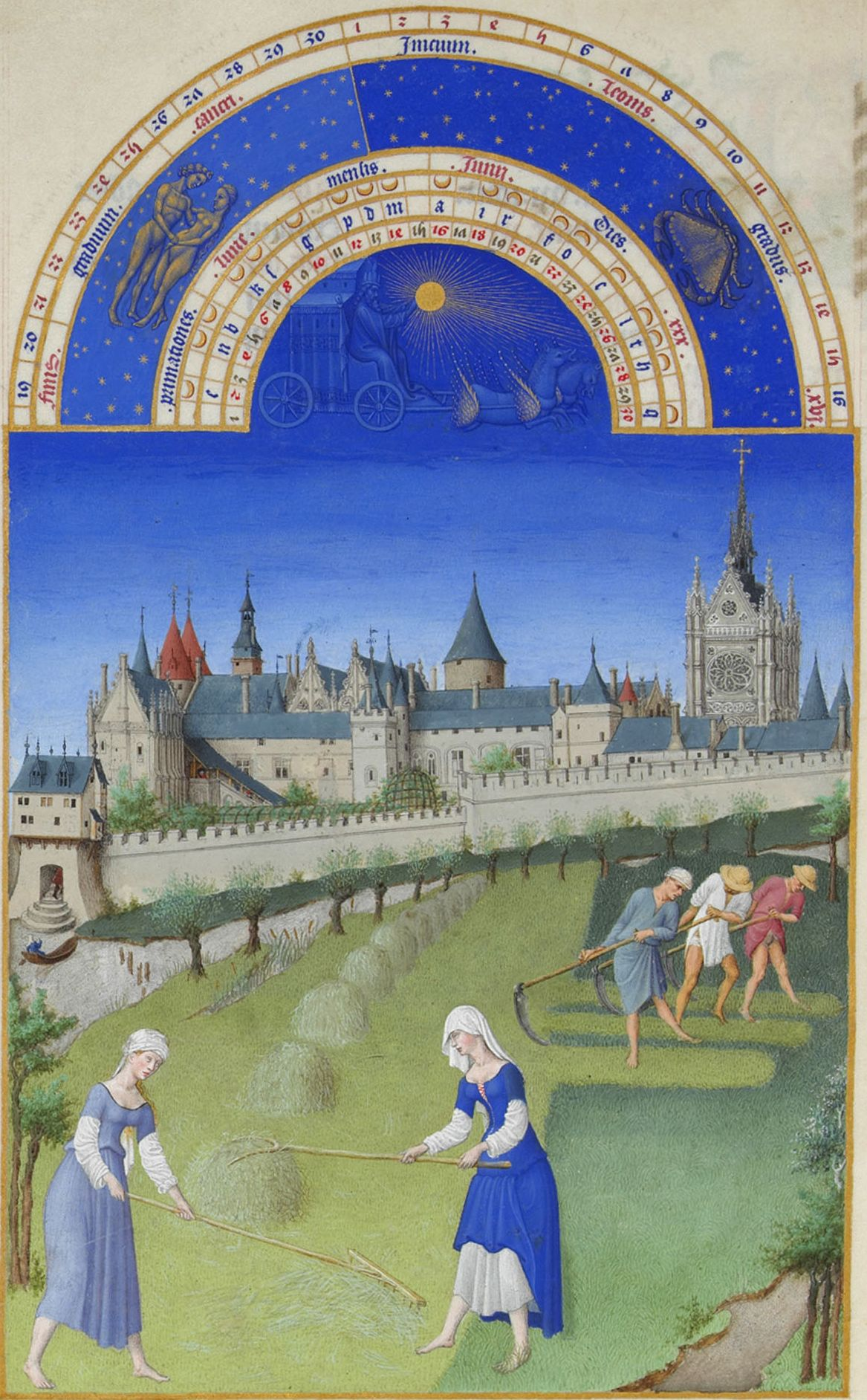
Junio, de las Très riches heures du duc de Berry

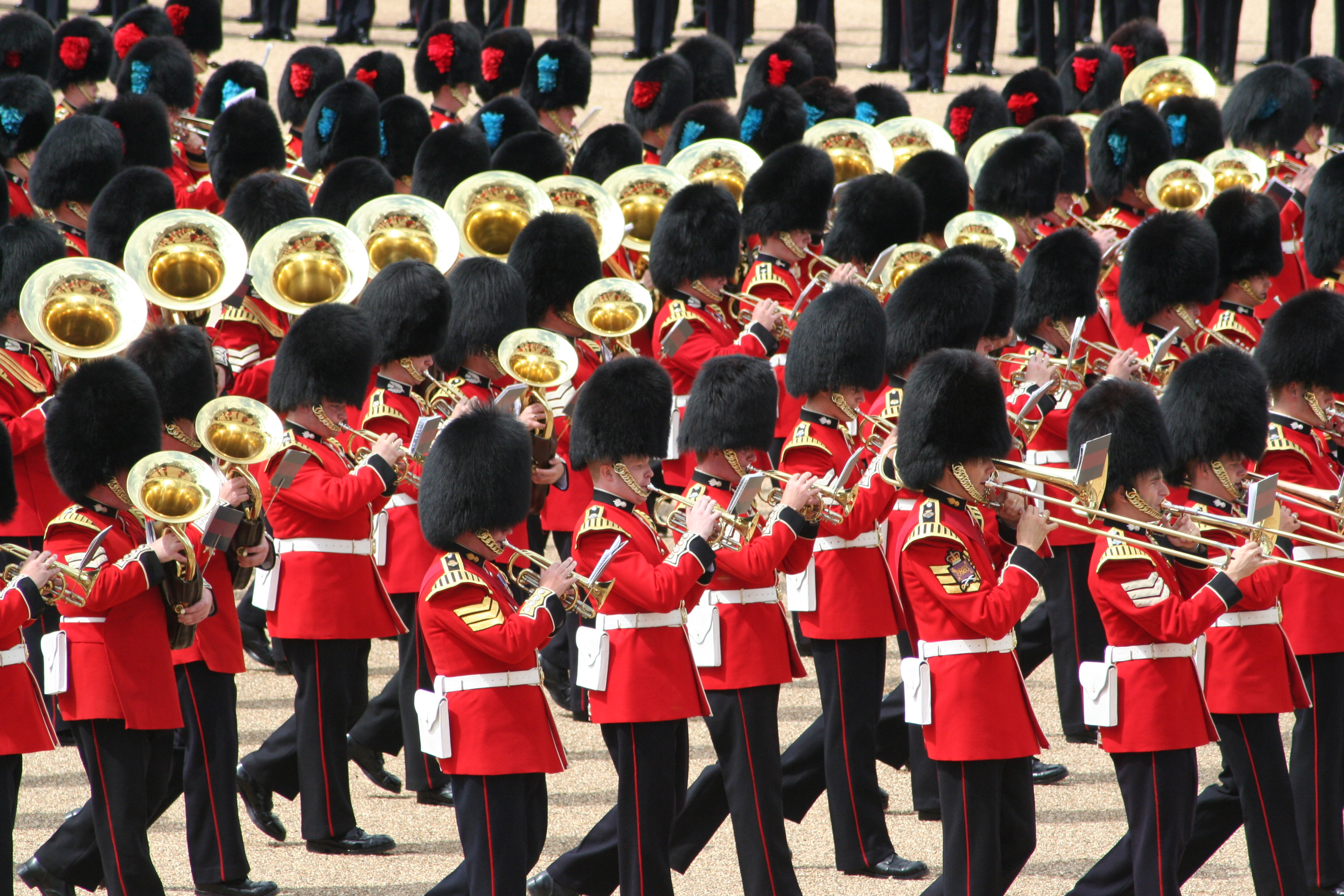
Trooping the Colour se celebra en junio en Londres

### Mes
- Mes del Sagrado Corazón (tradición católica)
- Mes Nacional de los Lácteos
- Mes Nacional de la Concienciación sobre la Salud Masculina
- Mes de la Apreciación de la Música Afroamericana (reconocido oficialmente por Estados Unidos)
- Mes de la concienciación sobre la ELA (Canadá)
- Caribbean American Heritage Month (Estados Unidos)
- Crop over (Barbados), celebrado hasta el primer lunes de agosto.
- Great Outdoors Month (Estados Unidos)
- Mes de la concienciación sobre la infancia (Estados Unidos)
- Mes del Orgullo y la Concienciación LGBTQ+ (Estados Unidos)
- Mes nacional de los océanos (Estados Unidos)
- Mes nacional de la sonrisa (Reino Unido)
- Mes de la Concienciación sobre el TEPT (Estados Unidos)
- Temporada de la Emancipación (del 14 de abril al 23 de agosto) (Barbados)
- Mes Nacional del Dulce
- Mes de la Concienciación sobre los SANDS
- Mes de la concienciación sobre la violencia armada
- Mes de la concienciación sobre el Alzheimer y el cerebro
- Mes de los supervivientes de cáncer
- Mes de la concienciación sobre la inmunoterapia contra el cáncer
- Mes de la concienciación sobre el síndrome de anticuerpos antifosfolípidos (APS)

### Gregoriano Fijo
- 15 de mayo - 15 de junio Mes de concienciación sobre el Síndrome de Tourette.
- 25 de mayo - 25 de junio Mes de la bicicleta (Canadá)
- 27 de mayo - 3 de junio Semana de la reconciliación nacional (Australia)
- 28 de mayo - Día de la Bandera (Filipinas) (Se fomenta la exhibición de la bandera en todos los lugares hasta el 12 de junio)
- 31 de mayo - 1 de junio Gawai Dayak (Dayaks en Sarawak, Malasia y Kalimantan Occidental, Indonesia)
- 1 de junio
  - Día del Niño (Internacional), y sus celebraciones relacionadas:
    - Día Mundial de los Padres
    - Día de la Protección de los Derechos del Niño (Armenia)
    - Día de la Madre y del Niño (Mongolia)

  - Día de Fei Fei (Vancouver)
  - Día de los Padres
  - Día de la Independencia (Samoa)
  - Madaraka Day (Kenia)
  - Día Marítimo Nacional (México)
  - Día del Árbol
  - Día de Pancasila (Indonesia)
  - Día del Presidente (Palaos)
  - Día de la Victoria (Túnez)
  - Día Mundial de la Leche
- 2 de junio
  - Día del Niño (Corea del Norte)
  - Día de la Aviación Civil (Azerbaiyán)
  - Coronación del rey Jigme Singye Wangchuck (Bután)
  - Día de Hristo Botev (Bulgaria)
  - Día de la Condecoración (Canadá)
  - Fiesta de la República (Italia)
  - Día Internacional de la Trabajadora Sexual
  - Día Nacional del Rocky Road (Estados Unidos)
  - Día Nacional del Pollo Asado (Estados Unidos)
  - Día de la silvicultura social (Bután)
- 3 de junio
  - Día de la Conmemoración de los Confederados (Kentucky, Luisiana y Tennessee, Estados Unidos)
  - Día del Economista (Buenos Aires, Argentina)
  - Día del Mabo (Australia)
  - Día del mártir (Uganda)
  - Día Nacional del Macarrón de Chocolate (Estados Unidos)
  - Día Nacional del Huevo (Estados Unidos)
  - Día del Movimiento de Supresión del Opio (Taiwán)
  - Día Mundial del Pie Zambo
- 4 de junio
  - Día de las Fuerzas Armadas/Cumpleaños del Mariscal de Finlandia Gustaf Mannerheim (Finlandia)
  - Día de la Emancipación/Día de la Independencia (Tonga)
  - Día de la Bandera (Estonia)
  - Día Internacional de los Niños Víctimas Inocentes de la Agresión
  - Día Nacional del Queso (Estados Unidos)
  - Día Nacional del Coñac (Estados Unidos)
  - Día de la Unidad Nacional (Hungría)
  - Tiananmen Square Protests of 1989 Memorial Day (Internacional)
- 5 de junio
  - Arbor Day (Nueva Zelanda)
  - Día de la Constitución (Dinamarca)
  - Día de la Constitución (Islas Feroe)
  - Día de la Reclamación (Azerbaiyán)
  - Día del Padre (Dinamarca)
  - Día de la llegada de la India (Surinam)
  - Día de la Liberación (Seychelles)
  - Día Nacional del Pan de Jengibre (Estados Unidos)
  - Día Nacional del Moonshine (Estados Unidos)
  - Día del Presidente (Guinea Ecuatorial)
  - Día del Maestro (Rumanía)
  - Día Mundial del Medio Ambiente
- 6 de junio
  - Aniversario del Desembarco de Normandía
  - Día de la Ingeniería en Argentina
  - Día del Ingeniero (Taiwán)
  - Día de la Memoria (Corea del Sur)
  - Día de la Fundación de la Unión de Niños Coreanos (Corea del Norte)
  - Día Nacional de la compota de manzana (Estados Unidos)
  - Día Nacional de Suecia (Suecia)
  - Día de Queensland (Queensland)
  - Día del Maestro (Bolivia)
  - Día de la Lengua Rusa de la ONU (Naciones Unidas)
- 7 de junio
  - Aniversario del Memorándum de la Nación Eslovaca (Eslovaquia)
  - Día de la Batalla de Arica (Región de Arica y Parinacota, Chile)
  - Cumpleaños del príncipe Joaquín (Dinamarca)
  - Día del helado de chocolate (Estados Unidos)
  - Día de la Conmemoración de San Juan el Precursor (Iglesia Apostólica Armenia)
  - Día de la Bandera (Perú)
  - Día del Periodista (Argentina)
  - Ludi Piscatorii (Imperio Romano)
  - Sette Giugno (Malta)
  - Día de la Disolución de la Unión (Noruega)
- 8 de junio
  - Día de la Bounty (Isla Norfolk)
  - Día de la Concienciación sobre el VIH/sida en América del Caribe
  - Día del Ingeniero (Perú)
  - Día de Primož Trubar (Eslovenia)
  - Día Mundial de los Tumores Cerebrales (internacionales)
  - Día Mundial de los Océanos (internacional)
- 9 de junio
  - Aniversario de la ascensión del rey Abdalá II (Jordania)
  - Día de la Autonomía (Åland)
  - Día de La Rioja (La Rioja)
  - Día de Murcia (Murcia)
  - Día Nacional de los Héroes (Uganda)
- 10 de junio
  - Día de la Abolición (Guayana Francesa)
  - Día del Ejército (Jordania)
  - Día Nacional del Té Helado (Estados Unidos)
  - Día de la Marina Italia
  - Día de Portugal (Portugal)
  - Día de la Reconciliación (República del Congo)
- 11 de junio
  - Día de la evacuación americana (Libia)
  - Cumpleaños del príncipe Henrik (Dinamarca)
  - Día conmemorativo de la Marina brasileña
  - Día de Davis (Cabo Bretón, Nueva Escocia, Canadá)
  - Día de Kamehameha (Hawái, Estados Unidos)
  - Día Nacional del Maíz en la Mazorca (Estados Unidos)
  - Día Nacional de la Tarta de Chocolate Alemana (Estados Unidos)
  - Día del estudiante (Honduras)
- 12 de junio
  - Día del Armisticio del Chaco (Paraguay)
  - Día de los Namorados] (Brasil)
  - Día de Helsinki (Finlandia)
  - Conmemoración del 12 de junio (Estado de Lagos)
  - Día del Amor (Estados Unidos)
  - Día de la Independencia (Filipinas)
  - Día Nacional de la Galleta de Mantequilla de Cacahuete (Estados Unidos)
  - Día de Rusia (Rusia)
  - Día Mundial contra el Trabajo Infantil (internacionales)
- 13 de junio
  - Día de los Inventores (Hungría)
  - Día de los caídos y mártires de la ciudad de Suleimaniah (Kurdistán iraquí)
- 14 de junio
  - Conmemoración de las Deportación soviética observancias relacionadas:
    - Día de Luto y Conmemoración o Leinapäev (Estonia)
    - Día del Luto y la Esperanza (Lituania)

  - Día de la Memoria del Pueblo Reprimido (Armenia)
  - Día de la Bandera (Estados Unidos)
  - Día de la Libertad (Malaui)
  - Día de la Liberación (Islas Malvinas y Georgia del Sur y las Islas Sandwich del Sur)
  - Día Mundial del Donante de Sangre (internacionales)
- 15 de junio
  - Día del Árbol (Costa Rica)
  - Día de la Carta de Cagayán de Oro (Cagayán de Oro)
  - Día de Valdemar y Día de la Reunión (Día de la Bandera) (Dinamarca)
  - Día del Ingeniero (Italia)
  - Día Mundial del Viento (internacionales)
  - Día del Evangelio de Mangaia (Mangaia, Islas Cook)
  - Día Nacional de la Langosta (Estados Unidos)
  - Día Nacional de la Salvación (Azerbaiyán)
  - Día de la creación del estado (Arkansas, Estados Unidos)
- 16 de junio
  - Bloomsday (Dublín, Irlanda)
  - Día del Ingeniero (Argentina)
  - Día Internacional del Niño Africano
  - Aniversario del martirio de Guru Arjan Dev (Sijismo)
  - Día Nacional del Dulce de Leche (Estados Unidos)
  - Día de Sussex (Sussex)
  - Día de la Juventud (Sudáfrica)
- 17 de junio
  - Día de Bunker Hill (Condado de Suffolk, Massachusetts, Estados Unidos)
  - Día del Padre (El Salvador, Guatemala)
  - Día Nacional de Islandia
  - Día Nacional de Comer Verduras (Estados Unidos)
  - Día de la Ocupación de la República de Letonia (Letonia)
  - Día Mundial de Lucha contra la Desertificación y la Sequía (Internacional)
- 18 de junio
  - Día del orgullo autista
  - Día de los Derechos Humanos (Azerbaiyán)
  - Día de la Fundación (Benguet)
  - Día de los Derechos Humanos (Azerbaiyán)
  - Día Internacional del Sushi
  - Día Nacional (Seychelles)
  - Cumpleaños de la Reina Madre (Camboya)
  - Día de Waterloo (Reino Unido)
- 19 de junio
  - Día de la Hungría Independiente (Hungría)
  - Fiesta del Bosque (Palawan)
  - Juneteenth (Estados Unidos, especialmente Afroamericanos)
  - Labour Day (Trinidad y Tobago)
  - Día de la Laguna (Laguna)
  - Día del Nunca Más (Uruguay)
  - Día de Surigao del Norte (Surigao del Norte)
  - Día de Surigao del Sur (Surigao del Sur)
  - Día Mundial de la Anemia Falciforme (Internacional)
  - Día Mundial del Senderismo
- 20 de junio
  - Día de la Bandera Nacional (Argentina)
  - Festividad en honor a Summanus (Imperio Romano)
  - Día del Sector del Gas (Azerbaiyán)
  - Día de los Mártires (Eritrea)
  - Día nacional del refresco helado (Estados Unidos)
  - Día Nacional del Kouign Amann (Estados Unidos)
  - Día Nacional del Batido de Vainilla (Estados Unidos)
  - Día de Virginia Occidental (Virginia Occidental)
  - Día Mundial del Refugiado (Internacional)
- 21 de junio
  - Día de los Mártires (Togo)
  - Día del Padre (Egipto, Líbano, Jordania, Siria, Uganda, Emiratos Árabes Unidos)
  - Día del monopatín
  - Día Nacional de los Pueblos Indígenas (Canadá)
  - Día Nacional (Groenlandia)
  - Día Nacional del Melocotón con Nata (Estados Unidos)
  - Día Mundial del Humanismo (Humanismo)
  - Día Mundial de la Hidrografía
- 22 de junio
  - Día de la Lucha Antifascista (Croacia)
  - Día del Recuerdo de las Víctimas de la Gran Guerra Patria (Bielorrusia)
  - Día del Padre (Guernesey, Isla de Man y Jersey)
  - Día del Maestro (El Salvador)
- 23 de junio
  - Día del Padre (Nicaragua, Polonia)
  - Cumpleaños oficial del Gran Duque (Luxemburgo)
  - Día Internacional de las Viudas (internacional)
  - Día Nacional en Recuerdo de las Víctimas del Terrorismo (Canadá)
  - Día de la Memoria de Okinawa (Okinawa, Japón)
  - Víspera de San Juan (Iglesia Católica Romana, Europa):
    - Hogueras de San Juan (España)
    - Primer día del Festival de Golowan (Cornualles)
    - Jaaniõhtu (Estonia)
    - Jāņi (Letonia)
    - Último día de la Feria de Drăgaica (Buzău, Rumanía)
    - Festa de São João do Porto (Portugal)

  - Día de la Administración Pública de las Naciones Unidas (Internacional)
  - Día de la Victoria (Estonia)
- 24 de junio
  - Día del Ejército o Día de la Batalla de Carabobo (Venezuela)
  - Día de Bannockburn (Escocia)
  - Día del Caboclo (Amazonas, Brasil)
  - Día de San Juan, segundo día de celebraciones.
    - Enyovden (Bulgaria)
    - Jaanipäev (Estonia)
    - Jāņi (Letonia)
    - Jónsmessa]] (Islandia)
    - Día de San Juan (Inglaterra)
    - Fiesta de San Jonás o Joninės (Lituania)
    - Día de San Juan Bautista (Quebec, Canadá)
    - Sânziene (Cárpatos occidentales de Rumanía)

  - Día de la Juventud (Ucrania)
- 25 de junio
  - Día del Árbol (Filipinas)
  - Día de la Independencia (Mozambique)
  - Día Nacional del Bagre (Estados Unidos)
  - Día de la Independencia (Croacia)
  - Día de la Independencia (Eslovenia)
  - Día del Estado (Virginia)
  - Día del Maestro (Guatemala)
  - Día Mundial del Vitíligo
- 26 de junio
  - Día del Ejército y la Armada (Azerbaiyán)
  - Día de la Bandera (Rumanía)
  - Día de la Independencia (Madagascar)
  - Día Internacional de la lucha contra el uso indebido y el tráfico ilícito de drogas (Internacional)
  - Día Internacional en Apoyo de las Víctimas de la Tortura (Internacional)
  - Día Nacional del Pudín de Chocolate (Estados Unidos)
  - Día del cazador de ratas (Hamelin, Alemania)
  - Día del espino amarillo Phu (Tailandia)
  - Día Mundial del Frío (Internacional)
- 27 de junio
  - Día del Multiculturalismo Canadiense (Canadá)
  - Día de los trabajadores turcomanos de la cultura y el arte (Turkmenistán)
  - Día de Helen Keller (Estados Unidos)
  - Día de la Independencia (Yibuti)
  - Día del mestizaje (Brasil)
  - Día Nacional de la Prueba del VIH (Estados Unidos)
  - Día de la Concienciación sobre el TEPT (Estados Unidos)
  - Día de los Siete Durmientes o Siebenschläfertag (Alemania)
  - Unity Day (Tayikistán)
- 28 de junio
  - Día de Carolina (Carolina del Sur, Estados Unidos)
  - Día de la Constitución (Ucrania)
  - Día de la Familia (Vietnam)
  - Día Nacional del Ceviche (Estados Unidos)
  - Día Nacional de la Tapioca (Estados Unidos)
  - Día del Recuerdo de Poznań (Polonia)
  - Día de la Ocupación Soviética, Moldavia
  - Aniversario de los disturbios de Stonewall (Estados Unidos)
  - Día de Tau (Estados Unidos)
  - Vidovdan (Iglesia Ortodoxa Oriental)
- 29 de junio
  - Fiesta de los Santos Pedro y Pablo
    - Fiesta del Vino de Haro (Haro, La Rioja, España)

  - Día del Ingeniero (Ecuador)
  - Día de los soldados caídos y desaparecidos en combate ()
  - Día de la Independencia (Seychelles)
  - Día de los Veteranos (Países Bajos)
- 30 de junio
  - Día de las Fuerzas Armadas (Guatemala)
  - Día de la Oración General (República Centroafricana)
  - Día de la Independencia (República Democrática del Congo)
  - Día de la Armada (Israel)
  - Día de la Amistad Hispano-Filipina (Filipinas)
  - Día de la Revolución (Sudán)

## Acontecimientos en junio

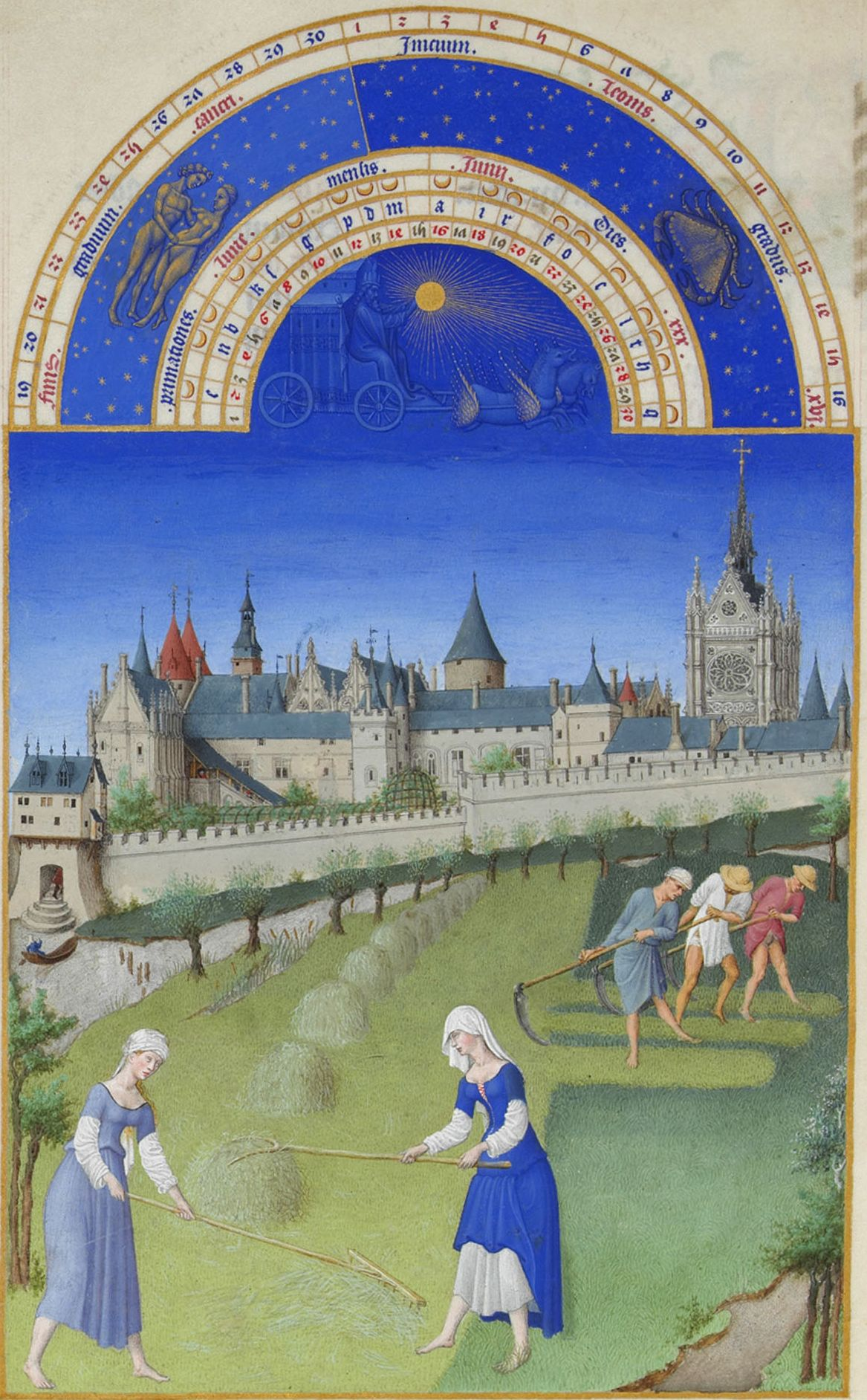
Junio, Les Très Riches Heures du duc de Berry.

- El 2 de junio, Día Internacional de la Trabajadora Sexual.
- El 2 de junio, Argentina  conmemora el día del Bombero Voluntario Argentino.
- El 2 de junio, Italia celebra la fiesta de la República Italiana.[11]
- El 5 de junio, se celebra el Día Mundial del Medio Ambiente.[12]
- El 7 de junio se conmemora la batalla de Arica.
- El 7 de junio se celebra el día de la Bandera del Perú.[13]
- El 13 de junio se celebra el día de San Antonio de Padua.[14]
- El 15 de junio de 2022 finaliza soporte técnico del navegador Internet Explorer, siendo el navegador web más usado del mundo durante los años 90 y 2000.
- El 17 de junio se celebra el día del padre en El Salvador  y  Guatemala.
- El 20 o 21 de junio es, en el hemisferio norte, el solsticio de verano, y en el hemisferio sur, el solsticio de invierno.[15]
- El 21 de junio es el Año Nuevo Aymara en Bolivia.[16]
- El 23 de junio se celebra el día del padre en Nicaragua.[17]
- El 24 de junio, se celebran las Hogueras de San Juan, muy popular en algunos lugares del mundo. Es tradicional la quema de trastos viejos, muñecos o monumentos de cartón y corcho.[18]
- El 24 de junio se celebra el Inti Raymi o la Fiesta del Sol en algunas zonas de los países andinos. Se celebra en varias comunidades, entre ellas la principal es la de Cusco.[19]
- El tercer domingo del mes en Chile, Panamá, Paraguay, Argentina, Perú, Costa Rica, Colombia, Ecuador, México y Venezuela se celebra el Día del Padre.[20]
- El 24 de junio se celebra el día de San Juan Bautista.
- El 24 de junio de 1821 tuvo lugar la batalla de Carabobo, la cual fue decisiva en la liberación de Caracas, así como la del resto del territorio venezolano.[21]
- El 28 de junio de 1914 en Bosnia y Herzegovina el Archiduque Francisco Fernando de Austria y su esposa Sofía son asesinados por un nacionalizado serbio llamado Gavrilo Princip en su carruaje mientras daban un desfile.
- El 28 de junio se celebra el Día Internacional del Orgullo LGBT.
- El 28 de junio se celebra el día de Santa Vincenza Gerosa que fundó la orden de "Las Hermanas de la Caridad de Lovere".
- El 29 de junio se celebra el día de San Pedro y San Pablo.

## Otros datos
- Para la Iglesia católica, este mes está dedicado al Sagrado Corazón de Jesús.[22]

## Símbolos

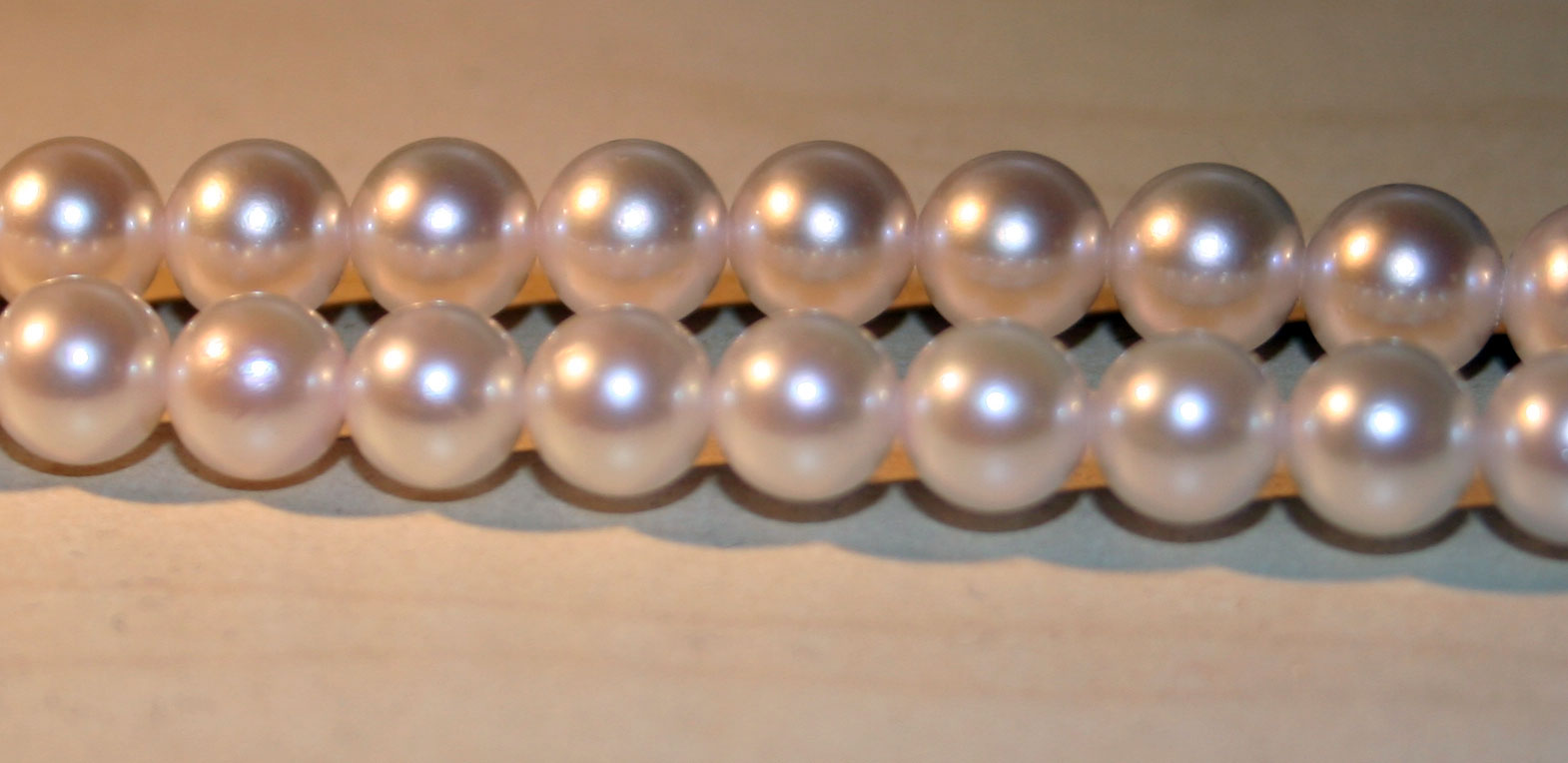
Hilos de perlas

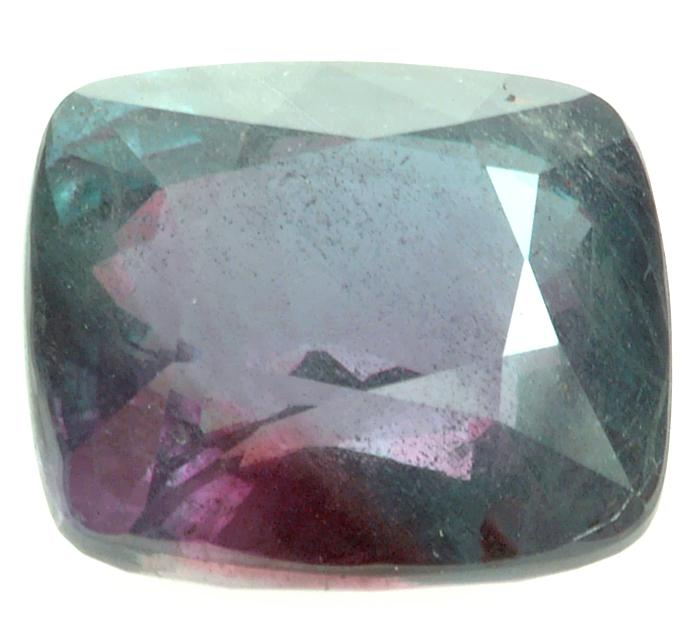
Alejandrita parcialmente facetada

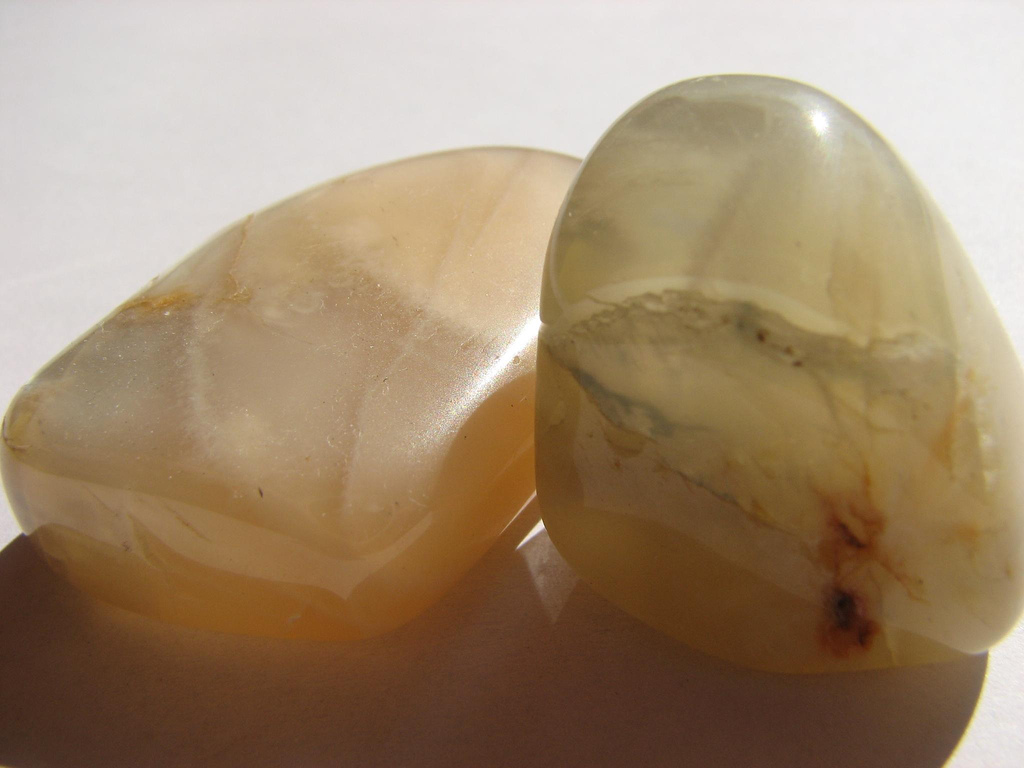
Piedra lunar desmenuzada (gema)

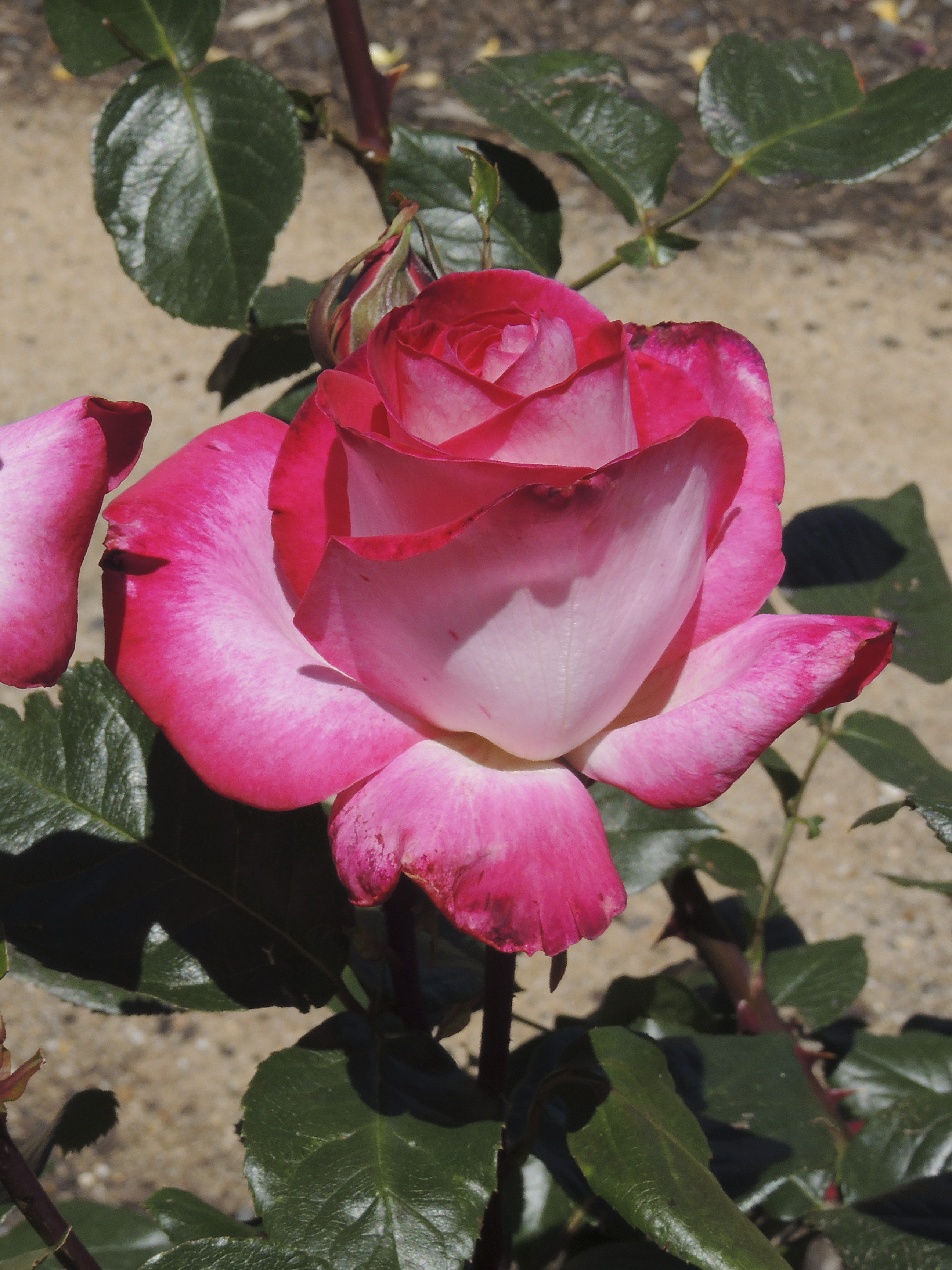
Rosa Gaujard

Las piedras de nacimiento de junio son perla, alejandrita y piedra de luna. 

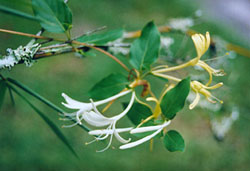
Madreselva

Las flores de nacimiento son la rosa y la madreselva. Los signos zodiacales son Gemini (hasta el 20 de junio) y Cáncer (a partir del 21 de junio). Ambas fechas corresponden al horario de verano del este de Estados Unidos. Para el UT/GMT mundial las fechas son 19-20.